# 雲海玉弓緣 (亞洲電視劇集)
《雲海玉弓緣》（英語：Jade Bow Connection），香港亞洲電視製作的劇集，改編自梁羽生同名小說，於1984年10月29日首播，共25集，監製李元科。由曾偉權、馬敏兒和蔡倩兒主演。

## 演員表

### 主要演員
- 曾偉權 飾 金世遺
- 馬敏兒 飾 厲勝男
- 蔡倩兒 飾 谷之華
- 劉紅芳 飾 李沁梅
- 鄭　雷 飾 孟神通
- 楊仲恩 飾 唐經天
- 楊雅潔 飾 桂冰娥（冰川天女）
- 白允然 飾 鄒絳霞
- 蔣　金 飾 江　南
- 丁　櫻 飾 曹錦兒
- 麥天恩 飾 唐曉瀾
- 馮　真 飾 馮　瑛/馮　琳
- 陳彩燕 飾  幽　萍
- 尹天照 飾 鍾　展
- 熊德誠 飾 翼仲牟
- 譚榮傑 飾 鄒錫九
- 蕭山仁 飾 青竹道人/黃石道人
- 江　濤 飾 明世宗
- 朱德惠 飾 姬曉風
- 苑麗瓊 飾 桑碧依
- 韋　白 飾 陳天宇
- 陳美頤 飾 楊柳青
- 韋　烈 飾 陽赤符
- 良　鳴 飾 嬴靈上人
- 伍永森 飾 西門牧野
- 駱達華 飾 武定球
- 黃一飛 飾 金日碑
- 佘文炳 飾 滅法和尚
- 吳彩南 飾 司空化
- 張慶煌 飾 趙英華
- 何志培 飾 趙英民
- 蔡國慶 飾 厲盼歸
- 關偉倫 飾 陽赤海
- 陳麗雲 飾 桑清娘

## 與原著的異同
- 背景劇情有所改編，朝代背景由清朝變成了明朝。
- 人物姓名變化，呂四娘變成了慕三娘。
- 原著中金世遺幾乎同時認識谷之華和厲勝男兩人，但在劇中金世遺是先認識了谷之華，過了很久才認識厲勝男。

## 外部連結
- 雲海玉弓緣 （页面存档备份，存于）
- 片尾曲 雲海玉弓緣 （页面存档备份，存于）